# یواس‌اس پرایم (ای‌ام-۲۷۹)
یواس‌اس پرایم (ای‌ام-۲۷۹) (به انگلیسی: USS Prime (AM-279)) یک کشتی بود که طول آن ۱۸۴ فوت ۶ اینچ (۵۶٫۲۴ متر) بود. این کشتی در سال ۱۹۴۴ ساخته شد.